# 薩拉多鎮區 (阿肯色州獨立縣)
薩拉多鎮區（英語：Salado Township）是位於美國阿肯色州獨立縣的一個行政鎮區。

## 地方資料
薩拉多鎮區的面積為37.41平方千米，當中陸地面積為36.73平方千米，而水域面積為0.68平方千米。根據2010年美國人口普查的數據，當地共有人口1121人，而人口密度為每平方千米29.97人。